# Ammoúdi (Réthymnon)
Ammoúdi, en grec moderne : Αμμούδι, est un village côtier, du dème d'Ágios Vassílios, de l'ancienne municipalité de Foínikas, dans le district régional de Réthymnon, en Crète, en Grèce. Selon le recensement de 2001, la population d'Ammoúdi compte uniquement 2 habitants. Le village est situé à une distance de 32 km de Réthymnon et 5 à 6 km de Plakiás.

## Source de la traduction
- (el) Cet article est partiellement ou en totalité issu de l’article de Wikipédia en grec moderne intitulé « Αμμούδι Ρεθύμνης » (voir la liste des auteurs).